# Volta ao Alentejo de 2014
A 32ª edição da Volta ao Alentejo foi disputada entre 26 e 30 de Março de 2014, por cerca de 150 participantes distribuídos por 18 equipas, ao longo de 5 etapas perfazendo um total de aproximadamente 900 km..
O espanhol Carlos Barbero foi vencedor, vencendo também a classificação por pontos. Edgar Pinto foi o melhor português.

## Equipas
| Equipa                           |
| -------------------------------- |
| OFM-Quinta da Lixa-Golden Times  |
| Rádio Popular-Onda               |
| LA Alumínios-Antarte             |
| Efapel-Glassdrive                |
| Louletano-Dunas Douradas         |
| Banco BIC-Carmin                 |
| Anicolor                         |
| Liberty Seguros – SM Feira - KTM |
| Maia - Bicicletas Andrade        |
| Cartaxo - C.C. JM Nicolau        |
| Etixx – Ihned                    |
| Team Optum                       |
| USA Cycling                      |
| Team Ecuador                     |
| Euskadi                          |
| Team Oster Hus – Ridley          |
| Team Fixit.No                    |
| BDC Marcpol                      |

## Etapas
| Etapa | Data        | Percurso                  | Distância | Tipo | Tipo                   | Vencedor        |
| ----- | ----------- | ------------------------- | --------- | ---- | ---------------------- | --------------- |
| 1ª    | 26 de Março | Castelo de Vide-Marvão    | 167 km    |      | Etapa Média-Montanha   | Byron Guama     |
| 2ª    | 27 de Março | Sousel-Montemor-o-Novo    | 192,7 km  |      | Etapa Plana            | Eduard Prades   |
| 3ª    | 28 de Março | Redondo-Mértola           | 205 km    |      | Etapa Plana            | Manuel Cardoso  |
| 4ª    | 29 de Março | Ourique-Santiago do Cacém | 159,2 km  |      | Etapa Plana            | Karel Hnik      |
| 5ª    | 30 de Março | Alcácer do Sal-Évora      | 172,9 km  |      | Etapa Pequena-Montanha | Samuel Caldeira |

### 1ª Etapa
26 Março 2014 – Castelo de Vide a Marvão, 167 km 
|    | Ciclista         | Equipa                          | Tempo    |
| -- | ---------------- | ------------------------------- | -------- |
| 1  | Byron Guama      | Team Ecuador                    | 4h18m25s |
| 2  | Edgar Pinto      | LA Alumínios-Antarte            | m.t.     |
| 3  | Carlos Barbero   | Euskadi                         | m.t.     |
| 4  | Delio Fernandez  | OFM-Quinta da Lixa-Golden Times | m.t.     |
| 5  | César Fonte      | Rádio Popular-Onda              | m.t.     |
| 6  | Amaro Antunes    | Banco BIC-Carmin                | a 3s     |
| 7  | Jorge Montenegro | Louletano-Dunas Douradas        | a 5s     |
| 8  | Rafael Silva     | Efapel-Glassdrive               | a 6s     |
| 9  | Eduard Prades    | OFM-Quinta da Lixa-Golden Times | m.t.     |
| 10 | Garikoitz Bravo  | Efapel-Glassdrive               | m.t.     |

|    | Ciclista         | Equipa                          | Tempo    |
| -- | ---------------- | ------------------------------- | -------- |
| 1  | Byron Guama      | Team Ecuador                    | 4h18m15s |
| 2  | Edgar Pinto      | LA Alumínios-Antarte            | a 4s     |
| 3  | Carlos Barbero   | Euskadi                         | a 6s     |
| 4  | Delio Fernandez  | OFM-Quinta da Lixa-Golden Times | a 10s    |
| 5  | Amaro Antunes    | Banco BIC-Carmin                | a 13s    |
| 6  | Jorge Montenegro | Louletano-Dunas Douradas        | a 15s    |
| 7  | Rafael Silva     | Efapel-Glassdrive               | a 16s    |
| 8  | Eduard Prades    | OFM-Quinta da Lixa-Golden Times | m.t.     |
| 9  | Garikoitz Bravo  | Efapel-Glassdrive               | m.t.     |
| 10 | Jaime Roson      | Team Ecuador                    | m.t.     |

### 2ª Etapa
27 Março 2014 – Sousel a Montemor-o-Novo, 192,7 km 
|    | Ciclista            | Equipa                          | Tempo    |
| -- | ------------------- | ------------------------------- | -------- |
| 1  | Eduard Prades       | OFM-Quinta da Lixa-Golden Times | 4h36m10s |
| 2  | Carlos Barbero      | Euskadi                         | m.t.     |
| 3  | Ryan Anderson       | Team Optum                      | m.t.     |
| 4  | Havard Blikra       | Team Oster Hus – Ridley         | m.t.     |
| 5  | Karel Hnik          | Etixx – Ihned                   | a 3s     |
| 6  | Erik Bystrem        | Team Oster Hus – Ridley         | a 6s     |
| 7  | Garikoitz Bravo     | Efapel-Glassdrive               | a 9s     |
| 8  | Federico Figueiredo | Rádio Popular-Onda              | m.t.     |
| 9  | Ryan Eastman        | USA Cycling                     | m.t.     |
| 10 | Daniel Mestre       | Banco BIC-Carmin                | m.t.     |

|    | Ciclista            | Equipa                          | Tempo    |
| -- | ------------------- | ------------------------------- | -------- |
| 1  | Carlos Barbero      | Euskadi                         | 8h54m25s |
| 2  | Eduard Prades       | OFM-Quinta da Lixa-Golden Times | a 6s     |
| 3  | Ryan Anderson       | Team Optum                      | a 9s     |
| 4  | Edgar Pinto         | LA Alumínios-Antarte            | a 11s    |
| 5  | Karel Hnik          | Etixx – Ihned                   | a 19s    |
| 6  | César Fonte         | Rádio Popular-Onda              | a 23s    |
| 7  | Byron Guama         | Team Ecuador                    | m.t.     |
| 8  | Garikoitz Bravo     | Efapel-Glassdrive               | a 25s    |
| 9  | Federico Figueiredo | Rádio Popular-Onda              | m.t.     |
| 10 | Daniel Mestre       | Banco BIC-Carmin                | m.t.     |

### 3ª Etapa
28 Março 2014 – Redondo a Mértola, 205 km 
|    | Ciclista          | Equipa                          | Tempo    |
| -- | ----------------- | ------------------------------- | -------- |
| 1  | Manuel Cardoso    | Banco BIC-Carmin                | 5h08m43s |
| 2  | Filipe Cardoso    | Efapel-Glassdrive               | m.t.     |
| 3  | Erik Bystrem      | Team Oster Hus – Ridley         | m.t.     |
| 4  | Ryan Eastman      | USA Cycling                     | m.t.     |
| 5  | Vicente de Mateos | Louletano-Dunas Douradas        | m.t.     |
| 6  | Eduard Prades     | OFM-Quinta da Lixa-Golden Times | m.t.     |
| 7  | Óscar Landa       | Team Oster Hus – Ridley         | m.t.     |
| 8  | Garikoitz Bravo   | Efapel-Glassdrive               | m.t.     |
| 9  | Daniel Mestre     | Banco BIC-Carmin                | m.t.     |
| 10 | Tanner Put        | USA Cycling                     | m.t.     |

|    | Ciclista            | Equipa                          | Tempo     |
| -- | ------------------- | ------------------------------- | --------- |
| 1  | Carlos Barbero      | Euskadi                         | 14h03m08s |
| 2  | Eduard Prades       | OFM-Quinta da Lixa-Golden Times | a 6s      |
| 3  | Ryan Anderson       | Team Optum                      | a 9s      |
| 4  | Edgar Pinto         | LA Alumínios-Antarte            | a 10s     |
| 5  | Karel Hnik          | Etixx – Ihned                   | a 19s     |
| 6  | César Fonte         | Rádio Popular-Onda              | a 21s     |
| 7  | Daniel Mestre       | Banco BIC-Carmin                | a 22s     |
| 8  | Byron Guama         | Team Ecuador                    | a 23s     |
| 9  | Garikoitz Bravo     | Efapel-Glassdrive               | a 25s     |
| 10 | Federico Figueiredo | Rádio Popular-Onda              | m.t.      |

### 4ª Etapa
29 Março 2014 – Ourique a Santiago do Cacém, 159,2 km 
|    | Ciclista            | Equipa                          | Tempo    |
| -- | ------------------- | ------------------------------- | -------- |
| 1  | Karel Hnik          | Etixx – Ihned                   | 3h50m43s |
| 2  | Carlos Barbero      | Euskadi                         | m.t.     |
| 3  | Eduard Prades       | OFM-Quinta da Lixa-Golden Times | m.t.     |
| 4  | Edgar Pinto         | LA Alumínios-Antarte            | a 2s     |
| 5  | Federico Figueiredo | Rádio Popular-Onda              | m.t.     |
| 6  | Byron Guama         | Team Ecuador                    | m.t.     |
| 7  | Erik Bystrem        | Team Oster Hus – Ridley         | m.t.     |
| 8  | Ryan Eastman        | USA Cycling                     | m.t.     |
| 9  | Leszek Plucinski    | BDC Marcpol                     | m.t.     |
| 10 | Fredrik Galta       | Team Oster Hus – Ridley         | m.t.     |

|    | Ciclista            | Equipa                          | Tempo     |
| -- | ------------------- | ------------------------------- | --------- |
| 1  | Carlos Barbero      | Euskadi                         | 17h53m45s |
| 2  | Eduard Prades       | OFM-Quinta da Lixa-Golden Times | a 8s      |
| 3  | Karel Hnik          | Etixx – Ihned                   | a 15s     |
| 4  | Edgar Pinto         | LA Alumínios-Antarte            | a 18s     |
| 5  | Daniel Mestre       | Banco BIC-Carmin                | a 30s     |
| 6  | Byron Guama         | Team Ecuador                    | a 31s     |
| 7  | Federico Figueiredo | Rádio Popular-Onda              | a 33s     |
| 8  | Garikoitz Bravo     | Efapel-Glassdrive               | m.t.      |
| 9  | Amaro Antunes       | Banco BIC-Carmin                | a 34s     |
| 10 | Tanner Put          | USA Cycling                     | a 38s     |

### 5ª Etapa
30 Março 2014 – Alcácer do Sal a Évora, 172,9 km 
|    | Ciclista          | Equipa                          | Tempo    |
| -- | ----------------- | ------------------------------- | -------- |
| 1  | Samuel Caldeira   | OFM-Quinta da Lixa-Golden Times | 4h09m49s |
| 2  | Havard Blikra     | Team Oster Hus – Ridley         |          |
| 3  | Francisco Moreno  | Louletano-Dunas Douradas        | a 5s     |
| 4  | Alex candelario   | Team Optum                      | m.t.     |
| 5  | Carlos Barbero    | Euskadi                         | m.t.     |
| 6  | Edgar Pinto       | LA Alumínios-Antarte            | m.t.     |
| 7  | Erik Bystrem      | Team Oster Hus – Ridley         | m.t.     |
| 8  | August Jensen     | Team Oster Hus – Ridley         | m.t.     |
| 9  | Vicente de Mateos | Louletano-Dunas Douradas        | m.t.     |
| 10 | Mário Costa       | OFM-Quinta da Lixa-Golden Times | m.t.     |

|    | Ciclista            | Equipa                          | Tempo     |
| -- | ------------------- | ------------------------------- | --------- |
| 1  | Carlos Barbero      | Euskadi                         | 22h03m37s |
| 2  | Eduard Prades       | OFM-Quinta da Lixa-Golden Times | a 10s     |
| 3  | Karel Hnik          | Etixx – Ihned                   | a 17s     |
| 4  | Edgar Pinto         | LA Alumínios-Antarte            | a 20s     |
| 5  | Daniel Mestre       | Banco BIC-Carmin                | a 32s     |
| 6  | Byron Guama         | Team Ecuador                    | a 33s     |
| 7  | Federico Figueiredo | Rádio Popular-Onda              | a 35s     |
| 8  | Garikoitz Bravo     | Efapel-Glassdrive               | m.t.      |
| 9  | Amaro Antunes       | Banco BIC-Carmin                | a 36s     |
| 10 | Tanner Put          | USA Cycling                     | a 39s     |

## Lideres Classificações
| Etapa | Vencedor da Etapa | Classificação Geral · | Classificação Pontos · | Classificação Montanha · | Classificação Juventude · | Melhor Português | Classificação Equipas           |
| ----- | ----------------- | --------------------- | ---------------------- | ------------------------ | ------------------------- | ---------------- | ------------------------------- |
| 1     | Byron Guama       | Byron Guama           | Byron Guama            | Byron Guama              | Jaime Roson               | Edgar Pinto      | OFM-Quinta da Lixa-Golden Times |
| 2     | Eduard Prades     | Carlos Barbero        | Carlos Barbero         | Byron Guama              | Tanner Put                | Edgar Pinto      | Euskadi                         |
| 3     | Manuel Cardoso    | Carlos Barbero        | Carlos Barbero         | Byron Guama              | Tanner Put                | Edgar Pinto      | Euskadi                         |
| 4     | Karel Hnik        | Carlos Barbero        | Carlos Barbero         | Byron Guama              | Tanner Put                | Edgar Pinto      | Euskadi                         |
| 5     | Samuel Caldeira   | Carlos Barbero        | Carlos Barbero         | Byron Guama              | Tanner Put                | Edgar Pinto      | Euskadi                         |
| Final | Final             | Carlos Barbero        | Carlos Barbero         | Byron Guama              | Tanner Put                | Edgar Pinto      | Euskadi                         |

## Ligações Externas
«Sítio oficial»